# عنقود النفق
عنقود النفق (بالإنجليزية: Tunnel cluster)‏ واسمه الكامل عنقود نفق عنق الرحم (بالإنجليزية: Cervical Tunnel Cluster)‏ هو تَجمع حميد للغدد باطن عنق الرحم المُتوسعة في عنق الرحم، وتكمن أهمية معرفتها لِمنع الخلط بينها وبين السرطان (ورم خبيث).